# 손정훈
손정훈(1986년 1월 14일~)은 KIA 타이거즈에서 뛰었던 전 야구선수다. 2009년 입단해서 1경기에 출전한 것이 유일한 1군 기록이다. 이후 NC와 kt에 신고선수로 입단했지만 기회를 얻지 못하고 은퇴했다. 현재 kt 위즈의 전력분석관을 맡고 있다.

## 출신 학교
- 신학초등학교
- 홍은중학교
- 덕수고등학교
- 경희대학교

## 등번호
- 4 (2009)
- 0 (2010)
- 5 (2014)

## 같이 보기
- 2009년 KIA 타이거즈 시즌